# NGC 7011
NGC 7011, auch als Mini-Hyaden bekannt, ist ein Asterismus im Sternbild Cygnus. Er wurde am 19. September 1829 von John Herschel entdeckt.